# الملحق التأهيلي في كأس الاتحاد الآسيوي 2012
الملحق التأهيلي في كأس الاتحاد الآسيوي 2012 يحتوي على فريقين كلاهما من (منطقة غرب آسيا).
أقيمت قرعة الملحق التأهيلي في كوالا لمبور، ماليزيا يوم 6 ديسمبر 2011. وقد حددت القرعة الفريق من بينهما الذي سيستضيف المباراة الفاصلة والتي ستلعب يوم 18 فبراير 2012. سيتم استخدام الوقت الاضافي والركلات الترجيحية لتحديد من هو الفائز إذا لزم الأمر.
الفائز سوف يتأهل إلى دور المجموعات للانضمام إلى 28 فريقا تأهلوا مباشرة لدور المجموعات و3 خاسرين من الدور النهائي للملحق التأهيلي من دوري أبطال آسيا 2012.

## المباريات
| فريق 1         | نتيجة          | فريق 2         |
| منطقة غرب آسيا | منطقة غرب آسيا | منطقة غرب آسيا |
| -------------- | -------------- | -------------- |
| التلال         | 4–3            | فيكتوري        |

### منطقة غرب آسيا
| التلال | 3 – 4 | فيكتوري |
| ------ | ----- | ------- |
|        |       |         |

ملاحظات
ملاحظة 1: قرر الاتحاد الآسيوي لكرة القدم نقل المكان من عدن إلى ماليه بسبب الأزمة السياسية التي تعيشها اليمن.

### منطقة شرق آسيا
الفرق التالية كانت من مقرر أن تشارك في الملحق التأهيلي في منطقة شرق آسيا:
- ترغكانو
- أياياوادي يونايتد

ولكن، بعد انسحاب لياونينغ هووين (الصين) واستبعاد بيرسيبورا جايابورا (إندونيسيا) من الملحق التأهيلي من دوري أبطال آسيا 2012 سيدخل ناديي ترغكانو (ماليزيا) وأياياوادي يونايتد (ميانمار) مباشرة لدور المجموعات بعد أن كانوا بالأصل سيلعبوا في الملحق التأهيلي ولذلك لم يتبقَ إلا 3 فرق، ما يعني لن يكون سوى خاسر واحد في الدور النهائي لمنطقة الشرق بدلاً من اثنين. لذلك، تأهل كلا الفريقين تلقائياً إلى دور المجموعات. تم في وقت لاحق إعادة بيرسيبورا جايابورا لدوري أبطال آسيا 2012 لكن الاتحاد الآسيوي لكرة القدم قرر بأن الخاسر من مباراة الملحق التأهيلي بين أديليد يونايتد وبيرسيبورا جايابورا لن يتأهل لدور المجموعات من كأس الاتحاد الآسيوي 2012.